# جغرافیای تووالو

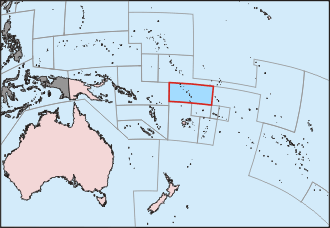
موقعیت جغرافیایی تووالو

کشور تووالو، که پیشتر جزایر اِلیس نامیده می‌شد، کشوری جزیره‌ای در اقیانوس آرام غربی است که در ۴٬۰۰۰ کیلومتری شمال شرق استرالیا و تقریباً در نیمه راه بین هاوایی و استرالیا واقع شده است. تووالو متشکل از گروهی از جزایر مرجانی است که در جنوب خط استوا در غرب اقیانوس آرام، جنوب کیریباتی و شمال فیجی قرار دارند.
جزایر تووالو بین عرض جغرافیایی ۵ تا ۱۰ درجه جنوبی و طول جغرافیایی ۱۷۶ درجه تا ۱۸۰ درجه در غرب خط تاریخ بین‌المللی گسترده شده‌اند. تووالو در سمت شرق-شمال شرق با جزایر سانتا کروز (متعلق به جزایر سلیمان)، از جنوب شرق با نائورو، از جنوب با کیریباتی، غرب توکلائو، شمال غربی ساموآ و والیس و فوتونا و شمال فیجی قرار دارد.
به استثنای شهر کوچک واتیکان، تووالو کمترین جمعیت را در بین هر کشور مستقل دیگری دارد. به دلیل ارتفاع کم این جزیره‌ها، در حدود پنج متر از سطح دریا، جزایری که این کشور را تشکیل می‌دهند در معرض خطر هرگونه افزایش سطح دریا در آینده قرار دارند. در حالی که برخی از ناظران خواستار جابه‌جایی جمعیت تووالو به استرالیا، نیوزیلند یا فیجی شده‌اند، در اوایل قرن بیست و یکم، نخست‌وزیر کشور، مااتیا توافا، اعلام کرد که دولت او افزایش سطح آب دریاها را چنان تهدیدی نمی‌داند که کل جمعیت کشور را تخلیه کند.
تووالو تقریباً هیچ آب آشامیدنی ندارد و خاک ضعیف و نازک آن به سختی برای کشاورزی قابل استفاده است. تووالو تقریباً هیچ منبع طبیعی ندارد و شکل اصلی درآمد آن از کمک‌های خارجی است. کشاورزی معیشتی و ماهیگیری همچنان فعالیت‌های اقتصادی اولیه هستند، به ویژه در جزیره فونافوتی، پایتخت کشور.

## جغرافیای فیزیکی
این کشور از ۹ جزیره مرجانی کوچک تشکیل شده است که به صورت زنجیره‌ای تقریباً از شمال غربی تا جنوب شرقی در فاصله ۶۷۶ کیلومتر پراکنده شده‌اند. این کشور جزیره ای بسیار کوچک تنها ۲۶ کیلومتر مربع مساحت دارد. تووالو به دلیل پراکندگی جزایر، سی و هشتمین منطقه اقتصادی انحصاری بزرگ با ۷۴۹٬۷۹۰ کیلومتر مربع (۲۸۹٬۵۰۰ مایل مربع) جهان را دارد.
بالاترین ارتفاع کشور ۴٫۵ متر بالاتر از سطح دریا است که با این حساب تووالو پس از مالدیو دومین کشور با پست‌ترین نقطه بلند است. به دلیل این ارتفاع کم، جزایری که این کشور را تشکیل می‌دهند ممکن است با هر گونه افزایش سطح دریا در آینده تهدید شوند.
تووالو از سه جزیره صخره ای و شش جزیره مرجانی واقعی تشکیل شده است. گروه کوچک و پراکنده مرجانی آن دارای خاک فقیر و مساحت کل زمین تنها حدود ۲۶ است. کیلومتر مربع (کمتر از ۱۰ مربع مایل) آن را به چهارمین کشور کوچک جهان تبدیل کرده است. جزایری که جزایر مرجانی را تشکیل می‌دهند بسیار پست هستند. Nanumaga , Niutao , Niulakita جزایر صخره ای هستند و شش جزیره مرجانی واقعی عبارتند از Funafuti , Nanumea , Nui , Nukufetau , Nukulaelae و Vaitupu. Funafuti بزرگ‌ترین جزیره مرجانی از ۹ جزیره کم صخره و جزایر مرجانی است که زنجیره جزیره آتشفشانی تووالو را تشکیل می‌دهند.
فونافوتی، جزیره و پایتخت اصلی، در ۱۰۴۶ کیلومتری شمال سووا، فیجی قرار دارد. جزایر دیگر عبارتند از Nanumanga, Nanumea, Niulakita, Niutao, Nui, Nukufetau, Nukulaelae و Vaitupu.
به دلیل ارتفاع کم، جزایری که این کشور را تشکیل می‌دهند، در معرض خطر افزایش سطح فعلی و آینده سطح دریا هستند. بالاترین ارتفاع ۴٫۶ متر (۱۵ فوت) بالاتر از سطح دریا در نیولاکیتا، که به تووالو دومین کمترین ارتفاع حداکثر در بین هر کشوری (پس از مالدیو) را می‌دهد. با این حال، بالاترین ارتفاعات معمولاً در تپه‌های طوفانی باریک در سمت اقیانوس جزایر است که مستعد بالا رفتن در طوفان‌های استوایی هستند، مانند رخ داده در Funafuti با طوفان Bebe.
تووالو عمدتاً از بقایای مرجانی تشکیل شده است که از صخره‌های اطراف فرسایش یافته و توسط باد و امواج به جزایر کشیده شده‌اند. پل کنچ از دانشگاه اوکلند در نیوزیلند و آرتور وب در کمیسیون علوم زمین کاربردی اقیانوس آرام جنوبی در فیجی در سال ۲۰۱۰ مطالعه ای را در مورد واکنش دینامیکی جزایر صخره ای به افزایش سطح دریا در اقیانوس آرام مرکزی منتشر کردند. تووالو در این مطالعه ذکر شد و وب و کنچ دریافتند که هفت جزیره در یکی از ۹ جزیره مرجانی آن به‌طور میانگین بیش از ۳ درصد از دهه ۱۹۵۰ گسترش یافته است. یک جزیره، فونامانو، ۰٫۴۴ هکتار یا نزدیک به ۳۰ درصد از مساحت قبلی خود را افزایش داد. در مقابل، Tepuka Vili Vili از سال ۱۸۹۶ متحمل ضرر خالص ۲۲ درصدی شده است. شکل و جهت صخره نیز در طول زمان تغییر کرده است.

## آب و هوا
آب و هوا دارای تندبادهای غربی و باران شدید از نوامبر تا مارس و میانگین دمای سالانه حدود ۸۳ فارنهایت (۲۸ درجه سانتیگراد) است. دمای مناطق استوایی توسط بادهای شرقی از مارس تا نوامبر تعدیل می‌شود.
تووالو دارای بادهای غربی و باران شدید از نوامبر تا مارس است و دمای استوایی که توسط بادهای شرقی از مارس تا نوامبر تعدیل می‌شود. تووالو دو فصل متمایز را تجربه می‌کند، یک فصل مرطوب از نوامبر تا آوریل و یک فصل خشک از مه تا اکتبر.
تندبادهای غربی و باران شدید شرایط آب و هوایی غالب از اکتبر تا مارس است، دوره‌ای که به نام تائو لالو شناخته می‌شود، با دمای استوایی که توسط بادهای شرقی از آوریل تا نوامبر تعدیل می‌شود. از نظر وسعت، این کشور دومین کشور کوچک اقیانوسیه است.

## گیاهان و جانوران
تامن (۲۰۱۶) حدود ۳۶۲ گونه یا واریته متمایز از گیاهان آوندی را که در دوره‌ای در تووالو ثبت شده‌اند، توصیف کرد که تنها حدود ۵۹ (۱۶٪) احتمالاً بومی هستند. رایج‌ترین درختانی که در همه جزایر یافت می‌شوند عبارتند از: درختان نارگیل (Cocos nucifera)، هیبیسکوس (Hibiscus tiliaceus)، پاپایا (Carica papaya)، پاندانوس (Pandanus tectorius)، بوته‌های نمک (Scaevola taccada), Premna serratifolia , Sabramoensistia (Tournemoensistia). Guettarda speciosa), Kanava (Cordia subcordata)، (ساحل cordia) و terminalia (Terminalia samoensis). گونه‌های بومی پهن برگ، از جمله Fetau (Calophyllum inophyllum)، درختان تکی یا توده‌های کوچک در اطراف حاشیه ساحلی را تشکیل می‌دهند.
در حالی که نخل نارگیل در تووالو رایج است، این درختان معمولاً به جای کاشت و رشد طبیعی کشت می‌شوند. تاریخ‌های سنتی تووالوا این است که اولین ساکنان جزایر نخل نارگیل کاشتند زیرا در جزایر یافت نشد.
دو گونه حرا ثبت شده در تووالو عبارتند از توگو معمولی (Rhizophora stylosa) و حرا با گل قرمز Sagale (Lumnitzera littorea)، که فقط در Nanumaga, Niutao, Nui و Vaitupu گزارش شده است. اکوسیستم‌های حرا تحت قانون تووالو محافظت می‌شوند.
جنگل‌های پهن برگ بومی به ۴٫۱ درصد از انواع پوشش گیاهی جزایر تووالو محدود شده است. جزایر منطقه حفاظت شده Funafuti دارای ۴۰٪ از جنگل‌های پهن برگ بومی باقیمانده در جزیره مرجانی Funafuti است.

## بلایای طبیعی
تووالو اثرات ال نینو و لانینا را تجربه می‌کند که از تغییرات دمای اقیانوس‌ها در استوایی و اقیانوس آرام مرکزی سرچشمه می‌گیرد. اثرات ال نینو احتمال وقوع طوفان‌های استوایی و طوفان‌ها را افزایش می‌دهد. در حالی که اثرات La Niña شانس خشکسالی را در تووالو افزایش می‌دهد.
در ۳ اکتبر ۲۰۱۱، شرایط خشکسالی منجر به اعلام وضعیت اضطراری به دلیل کاهش ذخایر آب شد. به‌طور معمول جزایر تووالو بین ۲۰۰ میلی‌متر تا ۴۰۰ میلی‌متر بارندگی در ماه دریافت می‌کنند، اما اثر ضعیف لا نینا با خنک کردن سطح دریا در اطراف تووالو باعث خشکسالی می‌شود.
طوفان‌های شدید استوایی معمولاً نادر هستند، اما سطح پایین جزایر آنها را به افزایش سطح دریا بسیار حساس می‌کند. تووالو به‌طور متوسط بین دهه‌های ۱۹۴۰ و ۱۹۷۰ سه طوفان در هر دهه را تجربه کرد، با این حال هشت طوفان در دهه ۱۹۸۰ رخ داد.
تأثیر طوفان‌های منفرد به متغیرهایی از جمله نیروی بادها و همچنین همزمانی یک طوفان با جزر و مد بستگی دارد. یک سیستم هشدار که از شبکه ماهواره‌ای ایریدیوم استفاده می‌کند، در سال ۲۰۱۶ معرفی شد تا به جزایر دوردست اجازه دهد تا بهتر برای بلایای طبیعی آماده شوند.
جورج وستبروک طوفانی را ثبت کرد که در ۲۳ تا ۲۴ دسامبر ۱۸۸۳ به فونافوتی برخورد کرد. طوفان در ۱۷–۱۸ مارس ۱۸۸۶ به Nukulaelae برخورد. کاپیتان دیویس از HMS Royalist که در سال ۱۸۹۲ از گروه Ellice بازدید کرد، در دفتر خاطرات کشتی ثبت کرد که در فوریه ۱۸۹۱ گروه Ellice توسط یک طوفان شدید ویران شد. یک طوفان در سال ۱۸۹۴ باعث آسیب شدید به جزایر شد.
طوفان Bebe در طول فصل طوفان ۱۹۷۲–۱۹۷۳ اقیانوس آرام جنوبی آسیب شدیدی به Funafuti وارد کرد. جزیره تپوکا ویلی ویلی فونافوتی توسط طوفان ملی در سال ۱۹۷۹ ویران شد و تمام پوشش گیاهی و بیشتر شن‌های آن در طول طوفان از بین رفت. طوفان گاوین برای اولین بار در ۲ مارس ۱۹۹۷ شناسایی شد و اولین طوفان از سه طوفان استوایی بود که در طول فصل طوفان ۱۹۹۶–۱۹۹۷ تووالو را تحت تأثیر قرار داد و طوفان‌های هینا و کلی بعداً در این فصل دنبال شدند. طوفان اوفا در اواخر ژانویه و اوایل فوریه ۱۹۹۰ تأثیر زیادی بر تووالو گذاشت. در جزیره Vaitupu حدود ۸۵ درصد از منازل مسکونی، درختان و محصولات غذایی از بین رفتند، در حالی که منازل مسکونی نیز در جزایر Niutao , Nui و Nukulaelae تخریب شدند.
اکثر جزایر در تووالو خسارت به پوشش گیاهی و محصولات زراعی به ویژه موز، نارگیل و میوه نان گزارش کردند که میزان خسارت آن بین ۱۰ تا ۴۰ درصد است. در Funafuti امواج دریا بانک طوفان ببه را در انتهای جنوبی باند هوایی مسطح کرد که باعث طغیان دریا و تخلیه چندین خانواده از خانه‌هایشان شد. در Nui و Niulakita به دلیل طغیان دریا، چشم‌انداز جزئی از دست رفت، در حالی که جانی از دست نداد. بلافاصله پس از اینکه سامانه‌ها تووالو را تحت تأثیر قرار دادند، یک کمیته فرعی برای احیای بلایا منصوب شد تا خسارات ایجاد شده را ارزیابی کند و توصیه‌هایی را به کمیته ملی بلایای طبیعی و کابینه تووالو دربارهٔ اقداماتی که برای کمک به بازسازی مناطق آسیب‌دیده باید انجام شود، ارائه کند.
در مارس ۲۰۱۵ طوفان پام، طوفان رده ۵ که وانواتو را ویران کرد، به خانه‌ها، محصولات کشاورزی و زیرساخت‌ها در جزایر بیرونی آسیب وارد کرد. پس از آن در ۱۳ مارس وضعیت اضطراری اعلام شد. تخمین زده می‌شود ۴۵ درصد از جمعیت نزدیک به ۱۰۰۰۰ کشور به گفته نخست‌وزیر Enele Sopoaga، مردم آواره شدند. سه جزیره شمالی، Nanumea , Nanumanga و Niutao به شدت تحت تأثیر سیل قرار گرفتند که در نتیجه طوفان‌های طوفانی بود. بیش از ۴۰۰ نفر از جزیره شمالی نانومانگا و همچنین ۸۵ خانواده دیگر از نوکولائه در جنوب تووالو به اسکان اضطراری در ساختمان‌های مدرسه منتقل شدند. در نوی، طوفان‌ها منابع آب را آلوده کردند و به مخازن سپتیک و مکان‌های قبر آسیب رساندند. جزایر مرکزی Vaitupu و Nukufetau نیز تحت تأثیر سیل ناشی از طوفان قرار گرفتند. گزارش وضعیت منتشر شده در ۳۰ مارس گزارش داد که در نوکوفتاو همه آوارگان به خانه‌های خود بازگشته اند.
در بین سه جزیره مرکزی (نویی، نوکوفتاو و وایتوپو) بیشترین آسیب را به نویی وارد کرد. که هم نوی و هم نوکوفتاو ۹۰ درصد محصولات زراعی را از دست داده‌اند. از سه جزیره شمالی (Nanumanga, Niutao, Nanumea), Nanumanga بیشترین آسیب را متحمل شد و ۶۰ تا ۱۰۰ خانه زیر آب رفت و به مرکز بهداشتی آسیب وارد شد. جزیره Vasafua، بخشی از منطقه حفاظت شده Funafuti، توسط طوفان Pam به شدت آسیب دید. نخل‌های نارگیل شسته شدند و جزیره را به صورت نوار شنی باقی گذاشتند.

### سونامی
نویی در ۱۶ فوریه ۱۸۸۲ با یک موج عظیم روبرو شد. زمین‌لرزه‌ها و فوران‌های آتشفشانی که در حوضه اقیانوس آرام و در امتداد حلقه آتش اقیانوس آرام رخ می‌دهند، علت احتمالی سونامی هستند. فعالیت زمین لرزه ای در جزایر سلیمان وجود دارد، جایی که زمین لرزه‌ها در رابطه با درازگودال هبرید نو، و حرکت در امتداد مرز صفحه اقیانوس آرام با صفحات هند و استرالیا، Woodlark و دریای سلیمان به ترتیب رخ داده است. .

### محیط زیست
از آنجایی که هیچ نهر یا رودخانه ای وجود ندارد و آب‌های زیرزمینی قابل شرب نیستند، اکثر نیازهای آبی باید توسط سیستم‌های حوضه آبریز با امکانات ذخیره‌سازی تأمین شود. فرسایش سر ساحل به دلیل استفاده از شن و ماسه برای مصالح ساختمانی. پاکسازی بیش از حد زیر درختان جنگل برای استفاده به عنوان سوخت؛ آسیب به صخره‌های مرجانی از سفید شدن مرجان‌ها در نتیجه افزایش دمای اقیانوس‌ها و اسیدی شدن از افزایش سطوح دی‌اکسید کربن. تووالو در مورد افزایش جهانی انتشار گازهای گلخانه ای و تأثیر آن بر افزایش سطح دریاها که سطح آب زیرزمینی این کشور را تهدید می‌کند بسیار نگران است. تووالو یک برنامه اقدام ملی را اتخاذ کرده است زیرا دگرگونی‌های قابل مشاهده طی ده تا پانزده سال گذشته به مردم تووالو نشان می‌دهد که تغییراتی در سطح دریاها وجود داشته است.